# Пештерско поље
Пештерско поље је крашко поље у југозападном делу Србије. Смештено је на Пештерској висоравни, на надморској висини од око 1160 м. Заузима површину од 50 km², са ширином од 5 км и дужином од 10 км. Као такво, највеће је крашко поље у Србији и највише на целом Балканском полуострву.
Налази се између Гиљеве на северозападу, Жилиндара и Крушчице на југозападу и југу и Јарута на истоку и југоистоку. На северу је развођем Секништа (1232 m) одвојено од слива Увца. Отвореније је у правцу запада према долини Бистрице од које је одваја јако снижено развође, те представља затворену морфолошку целину елипсастог облика.
Ова пространа зараван има карактеристике субпланинске климе, са недостатком воде на већем делу територије и великим површинама пашњака и ливада погодним за сточарство. Упркос томе пољопривреда Пештера има обележја заостале планинске пољопривреде.
У погледу етничких карактеристика издвајају се два региона, један насељен муслиманским становништвом, а други становницима православне вере, где етничке разлике подразумевају разлике у култури, обичајима и религији.

## Геолошке карактеристике
Пештерско поље настало је радијалним тектонским покретима у граничној зони гиљевско-пештерске клипе и озренског серпентина. На контакту је тријаских кречњака и рожнац-дијабаске формације. Дно поља је уравњено и изграђено од квартарних наслага. 
Централна језерска раван поља нагнута је од североистока према југозападу, односно у правцу тока Бороштице. На дужини од 6 km нагиб износи 9 m. У североисточном делу централна раван лежи на 1164 m надморске висине, а у југозападном на 1155 m. Уравњеност дна поља и непоремећеност језерских седимената указују да после главне фазе спуштања и формирања поља, централна раван није била захваћена млађим тектонским покретима.
У прејезерској фази, радијалним тектонским покретима односно спуштањем делова старих речних долина, у јужном и западном ободу поља формиране су потолине. Отворене су у правцу речних токова и широко повезане са пољем. 
После тектонских покрета спуштања, крајем еоцена и почетком олигоцена, Пештерско поље ушло је у лакустријску фазу.
У току лакустријске фазе представљале су заливе Пештерског језера. Дна потолина су широка и уравњена. У подини алувијалних акумулација леже дебели слојеви језерских и теригених седимената.
Након језерске фазе, у Пештерско поље усецају се малобројни речни токови и формирају понорнице у централној језерској равни и ободу поља. После еродирања квартарних језерских и теригених акумулација и оголићавања кречњачке подине у западним деловима поља јавио се крашки процес, у којем су скрашћени површински токови Бороштице, Угловске и Долићке реке и других мањих токова и тако формирани крашки облици рељефа.
По Јовану Цвијићу, Пештерско поље представља врсту петрифициране површи. Истиче да је оно од изворишта Рашке одвојено процесом скрашћавања, а од слива Увца радијалним тектонским покретима у току пиринејске фазе алпске орогенезе. За овакво објашњење узима постојање крашких појава у северном ободу поља, али и изразитих раседа у источном, јужном и северном делу.

## Геоморфолошке карактеристике
Дејством различитих геоморфолошких агенаса у условима хетерогене геолошке подлоге као и различитих климатских прилика током геолошке прошлости формирани су различити облици рељефа.
Са геохронолошког аспекта најстарији је флувиоденудациони процес. Он се почео одвијати након формирања шаријашке структуре у доњој креди. Одвијао се углавном у кречњацима навученим преко дијабаз-рожнаца. У току ове фазе ерозивним процесима постепено су стварани услови за почетак деловања крашког процеса који се јавио пре лакустријске фазе. То је стара крашка фаза у току које су формиране најстарије вртаче и увале и извршено прво скрашћавање токова.
После неогених тектонских покрета спуштања дошло је до стварања језера испуњавањем котлина и басена водом. У току језерске фазе настали су облици рељефа деловањем абразионог процеса. Истовремено са абразионим процесом на копну су деловали крашки и флувиоденудациони процеси. Повлачење језера у току средњег миоцена имало је за последицу формирање речних система на централној језерској равни. Тиме је почела млађа флувиоденудациона фаза, која и данас траје са истовременим деловањем крашког процеса.
Из напред наведеног уочава се да у рељефу Пештерског поља доминирају облици флувијалне и крашке ерозије.
Од облика флувијалне ерозије на територији Пештерског поља издвајају се долински системи. Они чине фосилне скрашћене долине на западном ободу и рецентне долине са токовима на источном и југоисточном ободу поља. Долине су усечене у дијабаз-рожнацима и серпентинима, а речна корита у квартарним седиментима. У долинском систему Пештерског поља најизразитија је долина Ђерекарске реке-изворишног дела Бороштице. Мање су изражене долине Ђурђевице и Браћачке реке.
Крашки рељеф је развијен у кречњацима средње и горње тријаске старости. Вртаче представљају доминантан облик рељефа. Поред вртача јављају се суве долине, увале, понори и јаме.
У југозападном делу поља налази се острвско кречњачко узвишење Сука (1173 м) које се у односу на дно поља издиже за 18 м. Од југоистока према северозападу, Сука се пружа на дужини од 200 метара, а широка је 100 м.
Генерално, у Пештерском пољу идући од истока према западу смењују се подински и облици флувиоденудационе ерозије, у крашким облицима рељефа. У самом пољу заступљени су акумулациони процеси засипања, ту су језеро које се разлива и тресет који се експлоатише.

## Климатске карактеристике
Пештерско поље налази се у појасу умерено континенталне климе, која под утицајем надморске висине, има обележје субпланинског климата. Представља веома интересантно подручја за климатолошка истраживања и једно од четири области у нашој земљи у којима се апсолутне минималне температуре ваздуха спуштају испод -30 ˚С. 
У овом делу земље су просечно узевши зиме најхладније у Србији. Апсолутно минимална температура ваздуха, уопште, забележена је у Сјеници 26. јануара 1954. године и износила је -38 ˚С.
Задатак теренских истраживања састојао се у обилажењу метеоролошке станице у Сјеници, климатолошке у Карајукића бунарима (насеље се налази у средишту Пештерског поља) и прикупљању вредности метеоролошких параметара. Поред поменутих обилазака извршена је и анализа околног простора. Резултати у том смислу говоре да би апсолутно минималне температуре ваздуха требало пре очекивати у Пештерском пољу пре него у Сјеничкој котлини, како је то овде случај. Прво, поље је опкољено са свих страна и налази се на надморској висини од 1160 м, што је за око 100 метара више од оне на којој се налази Сјеница. На основу анализе прикупљених података и казивања људи који свакодневно очитавају вредности параметара, добија се да су температуре ваздуха у пољу ниже за око 1˚С.
То што се апсолутно мимимална температура односи на Сјеницу, а не на Карајукића бунаре, објашњава се чињеницом да се у поменутом селу Пештерског поља редовна мерења врше тек од 1970. године.
Метеоролошки подаци приказани у овом раду односе се на Сјеницу, осим у случају падавина где су подаци измерени у климатолошкој станици Карајукића бунари и обухватају период од 1961. до 1990. године. 
Када се ради о падавинским станицама, на терену је установљено да многе не раде или су радиле са знатним временским прекидима, те се подаци са истих тешко могу анализирати.

## Хидролошке карактеристике
Кроз поље протиче река понорница Бороштица, дуж које се образују минерално-барска земљишта, где се јавља тресет.
Бороштица (15 км) настаје од Ђерекарског врела у јужном делу Пештерског поља. До села Набоја, Ђерекарска река тече клисурастом долином, а низводно се шири око 1 км. Код села Бороштица улази у Пештерско поље и добија назив. Понире испод хума Горица (1173 м) и после 18 м подземног отицања поново избија на површину. У Пештерском пољу, Бороштица меандрира, речно корито широко је 2 м и дубоко 1 м. Главни понор је код Сука (1.173 м) у средишњем делу Пештерског поља.

## Педолошке карактеристике
Мочварно, минерално барско земљиште покрива највећи део Пештерског поља. Морфолошке особине овог типа земљишта зависе од дубине подземне воде и режиму њеног колебања током године. Тежак механички састав (нпр. честице крупније од 0,2 мм учествују у саставу овог земљишта и до 28%, док су колоидне глине заступљене у распону од 26 до 71%), скоро константна засићеност водом, што земљишту даје слабу структуру и лепљивост. Количина хумуса у овом земљишту је знатна (и до 8%) и образлаже се процесом распадања хидрофита. Међутим, плодност и економска значајност овог типа земљишта су мали и постали би економски оправдани тек после обављених поступака одводњавања.
Знатну површину у Пештерском пољу покрива и тресет (локалитет источно од Карајукића бунара на површини од 450 ха). Дебљина тресетних наслага је око 2 м, и оне се одликују изразитом киселошћу и учешћем органских материја у износу од 80%.

## Значај
По значају природних вредности, Пештерско поље превазилази националне оквире. То се види из чињенице да је ово подручје проглашено за „Подручје од међународног значаја за очување биљног света“ (IPA – Important Plant Area); „Подручје од међународног значаја за очување птица“ (IBA – Important Bird Area); „Одабрано подручје дневних лептира Србије“ (PBA – Prime Butterfly Areas in Serbia) и „Подручје влажних станишта од међународног значаја“ (Ramsar Convention – The Convention on Wetlands of International Importance).

## Галерија
- Пештерско домаћинство
- Пештерско поље
- Штале у Пештерском пољу